# 格拉讷 (马恩省)
格拉讷（法語：Glannes，法語發音：[ɡlan]）是法国马恩省的一个市镇，位于该省东南部，属于维特里勒弗朗索瓦区。

## 地理
格拉讷（48°42'27"N, 4°32'25"E）面积13.1 平方千米，位于法国大東部大區马恩省，该省份为法国东北部内陆省份，北起阿登省，西北接埃纳省，西南接塞纳-马恩省，南至奥布省，东南接上马恩省，东临默兹省。
与格拉讷接壤的市镇（或旧市镇、城区）包括：布拉西、弗里尼库尔、于龙、松皮。

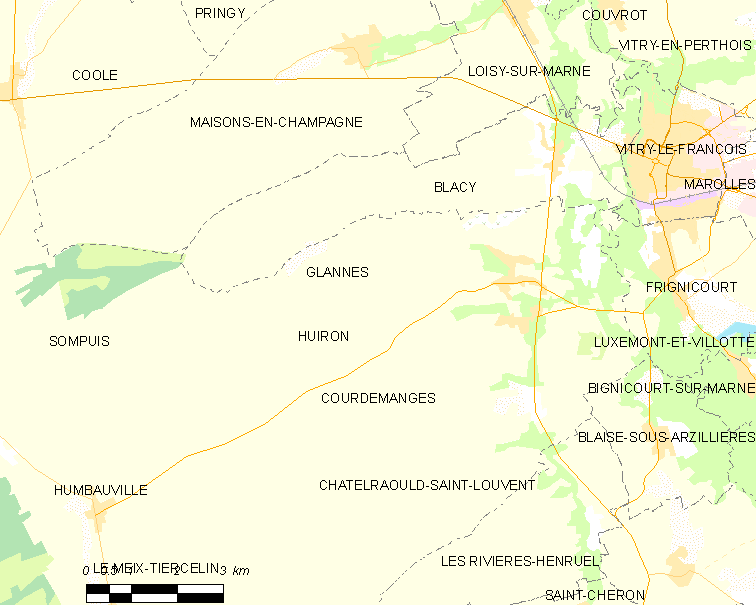
的OSM定位图

格拉讷的时区为UTC+01:00、UTC+02:00（夏令时）。

## 行政
格拉讷的邮政编码为51300，INSEE市镇编码为51275。

## 政治
格拉讷所属的省级选区为维特里勒弗朗索瓦-香槟-代尔县。

## 人口

1962-2008年间人口变化图示

格拉讷于2022年1月1日时的人口数量为184人。